# Amanda Rorra
Amanda Rorra Acosta (Montevideo, 25 de marzo de 1924 - ibíd. 15 de abril de 2005) fue una activista política y social afrouruguaya.

## Biografía
Hija de la activista María Juana Carolina Acosta Santana y del cantante y actor Oscar Rorra apodado "Caruso Negro", tuvo una infancia marcada por la pobreza. Desde la adolescencia, ejerció diversos oficios para su propio sustento sin haber finalizado la educación primaria, logro que alcanzaría más tarde en su vida.
En la década de 1960, comienza a trabajar en proyectos educativos junto a José Pedro Martínez Matonte, a quien conoce en la escuela Nº 157 de Villa García, Montevideo. Esta experiencia fue una de las bases que sentó las características de su activismo para con la comunidad negra en Uruguay. Junto con su esposo Julio Espinosa, fue una de las primeras integrantes de ACSUN (Asociación Cultural y Social Uruguay Negro) o Centro Uruguay (como se lo llamaba en ese momento), organización de base de la colectividad afro en Montevideo. Luego fue la primera mujer en llegar a la presidencia de dicha asociación.
En agosto de 2001, viajó a África con motivo de la III Conferencia Mundial Contra el Racismo en Durban, encabezando la delegación de la sociedad civil junto con Lágrima Ríos.

## Reconocimientos
Desde 2007, el Departamento de Mujeres Afrodescendientes de Instituto Nacional de las Mujeres (INMUJERES) del Ministerio de Desarrollo Social (Mides) de Uruguay instaló los Premios Amanda Rorra. Los mismos son otorgados a mujeres (afrodescendientes o no), que han contribuido a lo largo del año a mejorar las condiciones de la población afrodescendiente, fueron defensoras de los derechos humanos y/o tuvieron actuaciones destacadas en el combate al racismo y a otras formas de discriminación.
En 2013, el Correo Uruguayo lanzó el sello postal «Homenaje a Amanda Rorra» de la Serie Personalidades Afrouruguayas, creado por la artista plástica Mary Porto Casas, con motivo de la celebración del Día Internacional de las Mujeres Afrolatinoamericanas, Afrocaribeñas y de la Diáspora.